# Washington, D.C. Admission Act

A jelenleg főváros szerepet betöltő Washington, D.C. pecsétje

A Washington, D.C. Admission Act (magyarul: Washington, D.C. felvételi törvény) vagy csak D.C. Admission Act egy törvényjavaslat, amit először a 116. kongresszus során terjesztettek elő az Egyesült Államok Kongresszusában. Elfogadásával a kongresszus állami jogot adna Washington fővárosnak és felvenné az Amerikai Egyesült Államok szövetségébe, az ország egyetlen városállamaként. Először 2019. január 3-án lett bemutatva, majd újra a 117. és a 118. kongresszus idején. A Képviselőház 2021. április 22-én fogadta el. Jelenleg 2023-ban a Szenátusban és a Képviselőházban is bizottsági szavazásokra vár.

## Háttér

### Áttekintés
Az Egyesült Államok alkotmánya szerint a szövetségi főváros nem része egyetlen államnak se. Az új főváros maximum 260 km2 lehetett egy területen, amit csak a Kongresszus irányít. 1790-ben a Kongresszus elfogadta a Residence Actet, ami létrehozta az új főváros alapjait, ami a Potomac folyó partjain helyezkedett el, Marylandtől és Virginiától szövetségileg eltulajdonított területen. A kerületet gyémántformában tervezték, aminek mind a négy határa 16 kilométer hosszú. Területének 65%-a a folyó észak-keleti oldalán található. Része volt Washington megye és Georgetown, illetve Alexandria városa, ami létezett a főváros megalapítása előtt.
1801-ben a Kongresszus elfogadta a District of Columbia Organic Actet, ami a város kormányzatát a Kongresszus felügyelete alá helyezte. Ez azt jelentette, hogy a főváros lakói ettől kezdve nem voltak Maryland vagy Virginia lakosai, így nem volt képviseletük se a Kongresszusban.
Alexandria megye felvétele a fővárosba negatív közgazdasági hatással volt a lakosságára, így 1846-ban visszakerült Virginia hatásköre alá. (A megye Alexandria városa lett, Arlington megye részeként.) Ekkor lett területe 170 km2, ami napjainkig is kerület mérete.
Az alkotmány huszonharmadik módosítása szerint, amit 1961-ben fogadtak el, a fővárost államnak tekintik az elnökválasztások során, de nem lehet több elektora, mint a legkevesebb elektorral rendelkező államnak.
1970-ben a kongresszus elfogadta a District of Columbia Delegate Actet, amin keresztül a város lakói megválaszthattak egy delegált képviselőt a Képviselőházba, akinek nincs szavazójoga. Három évvel később elfogadásra került a District of Columbia Home Rule Act, aminek keretein belül a városnak lett egy polgármestere és városi tanácsa.
1978-ban javaslat készült arra, hogy a város képviseletet kapjon a Kongresszusban, anélkül, hogy állammá válna. Don Edwards (Kalifornia) terjesztette elő, 1978. augusztus 22-én fogadta el a Kongresszus és elküldték az államokba ratifikálásra. A javaslatot hét éven belül kellett ratifikálnia az államoknak, de a szükséges 35 államból csak 16 fogadta el, így az alkotmánymódosítás sikertelen lett. Ezt követően kezdődött meg igazán a város államjogért küzdő mozgalma.

### Államjogi mozgalom
Még az előtt, hogy az alkotmánymódosítás sikertelen lett, a választók a város állammá alakításán kezdtek el gondolkozni. 1980-ban a lakosság jóváhagyta egy alkotmánygyűlés összehívását, hogy az új állam alkotmányát megírják, mint ahogy azt előttük más államok is tették az Egyesült Államokhoz való csatlakozásukat megelőzően. Ezt 1982-ben ratifikálták a szavazók, az állam neve New Columbia lett volna. Ezen alkotmány szerint a választók megválasztottak volna két szenátort és egy képviselőt, akik lobbiztak volna a Kongresszusban az államjogokért. 1993 novemberében egy államjogi javaslat eljutott a Képviselőház elé, amely 277–153 arányban elutasította. Azóta minden évben előterjesztettek egy javaslatot, siker nélkül.
2016-ban a kerület polgármestere, Muriel Bowser szavazást kezdeményezett arról, hogy Washington lakosai támogatnák-e a város felvételét, mint az 51. állam. Ugyanezen év novemberében tartottak egy népszavazást, amin a lakosság túlnyomó többsége, 85,69%-a támogatta a petíció elindítását. Ezt követően a városi tanács elfogadott egy javaslatot, ami megváltoztatta a nevet New Columbiáról (ami a népszavazáson is szerepelt) State of Washington, D.C.-re, ahol a D.C. a District of Columbia helyett a Douglass Commonwealth rövidítését jelöli. Az új nevet Frederick Douglass-ről kapta, aki a városban élt 1877 és 1895 között és az abolicionista mozgalom egyik kiemelkedő alakja volt. 2017-ben két javaslatot is bemutatott Eleanor Holmes Norton delegált és Tom Carper delaware-i szenátor, de egyik se jutott el szavazásig.
2019-ben a 2018-as választást követően, ahol a demokraták visszaszerezték az irányítást a Képviselőház felett, a demokrata vezetés beállt a javaslat mögé, a kamara elnöke, Nancy Pelosi is egyike volt azoknak, akik hivatalosan támogatóként szerepeltek a 2019 januárjában előterjesztett javaslaton. A javaslatot 2019 márciusában fogadták el.
2020. június 26-án először hivatalosan is elfogadta a Kongresszus egy kamarája a főváros felvételét az unióba, 232–180 arányban, ami eddig a legegyértelműbb támogatás volt az államisággal kapcsolatban szövetségi törvényhozástól. Ezt követően a Szenátusba küldték a javaslatot, ahol Tom Carper volt a fő támogatója, a demokrata frakció nagy részével együtt. Itt viszont szavazásig már nem jutott el, a bizottságok fenntartották.

## Intézkedések
- A Columbia Kerület létező területét felvennék az unióba, mint az ország 51. állama. Az új állam neve Washington, Douglass Commonwealth lenne, Frederick Douglass-ről elnevezve.
- Az állam területén belül létrehoznának egy új szövetségi kerületet, minek neve Capital (magyarul: Főváros) lesz. Ennek része lenne a Fehér Ház, az Egyesült Államok Capitoliuma, az Egyesült Államok Legfelsőbb Bíróságának épülete, a legfontosabb szövetségi épületek és minden emlékmű, ami része a Capitoliumnak és a National Mallnak.
- A John A. Wilson Épület nem lenne Capital része, hiszen ez lenne az új állam parlamentje.
- Az új állam két szenátort és a következő népszámlálásig egy képviselőt választana meg a kongresszusba.
- A Képviselőházat 436 tagra bővítenék. A felvétel utáni népszámlálás segítségével osztanák újra a 436 képviselőt a Képviselőházban.
- Visszavonásra kerülne a District of Columbia Delegate Act.
- Egy gyorsított folyamat részeként bemutatnának egy alkotmánymódosítást, ami visszavonná a huszonharmadik alkotmánymódosítást.
- Capital lakói ott kapnának szavazójogot, ahol legutóbb laktak (ez leginkább az elnökre vonatkozna).
- A jelenlegi helyi képviselők (a polgármester és a városi tanács) lennének az új állam kormányzója és az állami törvényhozás.

## Ellenzék
A Republikánus Párt mindig ellenezte a javaslatot. Az ellenzék fő indoka az, hogy alkotmányellenes a város felvétele, hiszen megszegi a huszonharmadik alkotmánymódosítást.
Ezek mellett azért is ellenzik a republikánusok, mivel a főváros évtizedek óta demokratáknak kedvez a választásokon, olyannyira, hogy 2009 óta nem választottak meg republikánust a városi tanácsba. A 2020-as elnökválasztáson a szavazatok 92%-át Joe Bidenre adták le a lakosok, a legmagasabb győzelmi különbséggel az országban. Ez könnyen adhat indokot arra, hogy miért támogatják ennyire a demokraták az 51. állam felvételét.
2021. április 13-án huszonkét republikánus ügyvéd Alan Wilson vezetésével levelet küldött Bidennek, ellenezve a főváros felvételét az unióba. Azzal fenyegették az elnököt, hogy ha elfogadásra kerül a javaslat, fellebbezni fogják a döntést a Legfelsőbb Bíróságon.
A republikánusok inkább azt támogatnák, ha a főváros lakott részeit Marylandhez csatolnák. Dusty Johnson 2021. január 25-én bemutatta a District of Columbia-Maryland Reunion Act javaslatot, amit április 19-én megismételt Louie Gohmert is. A Szenátusban Roger Marshall volt a javaslat fő támogatója három nappal később bemutatva azt.
Április 30-án a demokrata Joe Manchin felszólalt mindkét javaslat ellen, így lehetetlenné vált elfogadása.

## Közvélemény
A YouGov által elkészített 2020-as közvéleménykutatás szerint a javaslat támogatottsága megosztott. Az emberek 40%-a támogatja, míg 41%-a ellenzi a főváros felvételét az unióba. A válaszadók 37%-a szerint az elfogadása a demokratáknak jelentene előnyt, míg 30% szerint mindkét pártra hasonló hatással lenne.
Más kutatások szerint a közvélemény pozitívan áll az állam felvételéhez. Egy 2020. szeptemberi Data for Progress által elkészített közvéleménykutatás szerint a támogatottság 43%, ami héttel több, mint a csoport által egy évvel korábban készített kutatáson. A 2021-ben elkészített kutatásukban pedig azt találták, hogy 2021-ben a választópolgárok már 54%-a támogatta, míg 35% ellenezte a városállam felvételét. A FiveThirtyEight írója Geoffrey Skelly megjegyezte, hogy a kérdés az volt, hogy „támogatják-e Washington állammá alakulását, hogy lakosai szenátort és képviselőt választhassanak maguknak, mint minden más amerikai?,” ezzel nagyobb esélyt adva arra, hogy a szavazó támogassa a javaslatot. Ennek az ellenkezőjét lehetett látni, mikor a Rasmussen Reports a kutatása során kiemelte az alkotmányos problémákat az állam felvételével, így csak 29% támogatta és 55% ellenezte a DC Admission Actet.

## A törvényhozásban
2023. február 4-én frissítve.
| Kongresszus | Rövid cím                               | Szám    | Előterjesztve     | Támogatók                    | Társtámogatók | Legutóbbi helyzete                    | For.   |
| ----------- | --------------------------------------- | ------- | ----------------- | ---------------------------- | ------------- | ------------------------------------- | ------ |
| 116.        | Washington, D.C., Admission Act of 2019 | H.R. 51 | 2019. január 3.   | Eleanor Holmes Norton (D–DC) | 227           | Elfogadva a Képviselőházban (232–180) | [ 30 ] |
| 116.        | Washington, D.C., Admission Act of 2019 | S.631   | 2019. február 28. | Tom Carper (D–DE)            | 42            | Nem jutott át a bizottságokon         | [ 31 ] |
| 117.        | Washington, D.C., Admission Act of 2021 | H.R.51  | 2021. január 4.   | Eleanor Holmes Norton (D–DC) | 216           | Elfogadva a Képviselőházban (216–208) | [ 32 ] |
| 117.        | Washington, D.C., Admission Act of 2021 | S.51    | 2021. január 26.  | Tom Carper (D–DE)            | 45            | Nem jutott át a bizottságokon         | [ 33 ] |
| 118.        | Washington, D.C., Admission Act of 2023 | H.R.51  | 2023. január 9.   | Eleanor Holmes Norton (D–DC) | 184           | Előterjesztve a Képviselőházban       | [ 34 ] |
| 118.        | Washington, D.C., Admission Act of 2023 | S.51    | 2023. január 24.  | Tom Carper (D–DE)            | 45            | Előterjesztve a Szenátusban           | [ 35 ] |